# دارين ماتوكس
دارين ماتوكس (بالإنجليزية: Darren Mattocks) هو لاعب كرة قدم جامايكي ، مواليد 2 سبتمبر 1990م بمدينة بورتمور ، يلعب في نادي فانكوفر وايتكابس الكندي ، ومثل منتخب جامايكا لكرة القدم في بطولة كوبا أمريكا 2015 التي أقيمت في تشيلي .

## روابط خارجية
- دارين ماتوكس على موقع الدوري الأمريكي (الإنجليزية)
- دارين ماتوكس على موقع قاعدة بيانات كرة القدم.إي يو (الإنجليزية)
- دارين ماتوكس على موقع ناشيونال فوتبول تيمز (الإنجليزية)
- دارين ماتوكس على موقع Soccerbase.com (لاعب) (الإنجليزية)
- دارين ماتوكس على موقع Soccerway.com (الإنجليزية)
- دارين ماتوكس على موقع عالم كرة القدم.نت (الإنجليزية)
- دارين ماتوكس على موقع كووورة
- دارين ماتوكس على موقع AS.com (الإسبانية)